# Daimler Buses
A Daimler Buses GmbH (korábban EvoBus GmbH) német autóbuszgyártó vállalat, amelynek székhelye Stuttgartban található, a Mercedes-Benz Group leányvállalata. Termékei Setra vagy Mercedes-Benz márkanevek alatt kerülnek forgalomba.

## Történet
1995-ben a Daimler-Benz AG autóbuszrészlege és a Karl Kässbohrer Fahrzeugwerke GmbH autóbuszgyártó cég az EvoBus égisze alatt egyesült. A Mercedes-Benz több mint 100 éves tapasztalatot hozott a buszgyártás területén, kezdve az omnibusz 1895-ös mannheimi feltalálásával, amelyet Karl Benz talált fel.
Az EvoBus székhelye Stuttgartban található, legnagyobb buszgyára pedig Mannheimben. A törökországi Hoşdereben is gyártanak licencbuszokat. A városi buszok, például a Citaro, Mannheimben készülnek, akárcsak az alvázak (azaz a váz és a "futóművek", mint a motor, a sebességváltó, a hajtómű, a differenciálmű és a felfüggesztés). A karosszéria az alvázra épül, aztán autóbuszok Ulmban/Neu-Ulmban válnak teljessé, ahol a végső összeszerelés történik. Az EvoBus további gyárai a franciaországi Ligny-en-Barrois-ban és a spanyolországi Sámanóban találhatók.
Termékportfóliója a következőket tartalmazza:
- Az autóbusz-specifikus szolgáltatások a biztosításoktól és a tanácsadástól a finanszírozási koncepciókig, valamint az eredeti alkatrészek és tartozékok beszerzéséig terjednek.
- Új és használt járművek értékesítési hálózata Európában.
- Szervizhálózat

Az EvoBus 2016-ban 17 899 alkalmazottat foglalkoztatott.
2023. júliusban átnevezték, új neve Daimler Buses.

## Újítások
1955-ben a vállalat a frankfurti német autókiállításon bemutatta az első független légrugózással ellátott autóbuszt.
Az EvoBus az 1990-es évek óta kísérletezik hidrogén üzemanyagcellákkal, hogy a hidrogént elsődleges energiaforrásként használja a buszok mozgatásához.

## Fordítás
Ez a szócikk részben vagy egészben  az   EvoBus című angol Wikipédia-szócikk ezen változatának fordításán alapul.  Az eredeti cikk szerkesztőit annak laptörténete sorolja fel. Ez a jelzés csupán a megfogalmazás eredetét és a szerzői jogokat jelzi, nem szolgál a cikkben szereplő információk forrásmegjelöléseként.